# 身势学
身势学是有关动作与姿势的研究。对姿势、平衡与一般动作或位置变化来说，运动感（kinesthetic）都是必不可少的。动力学（kinetics）指由力引起的运动之科学，而活动艺术（kinetics art）则包括绘画与雕塑的某些部分或所有部分之间的运动。自体动作（autokinetc）指在环境中实为静止对象的变动属性。比如，自体运动的效果涉及在一间暗室里对某个固定光点产生的知觉。最后，身势学同视觉模式（the visual mode）的研究相关，而这种视觉模式同身体动作与非语言传播具有特别的关系。

## 互文参阅
人际传播（interpersonal communication ），非语言传播（non-verbal communication）。

## 深入阅读
Birdwhistell (1970); McCroskey and Wheeless (1976)